# Abdelali Naciri
Pour les articles homonymes, voir Naciri.
Abdelali Naciri, né le 31 décembre 1946, est un ancien arbitre international marocain de football
arbitre international de septembre 1975 à décembre 1992

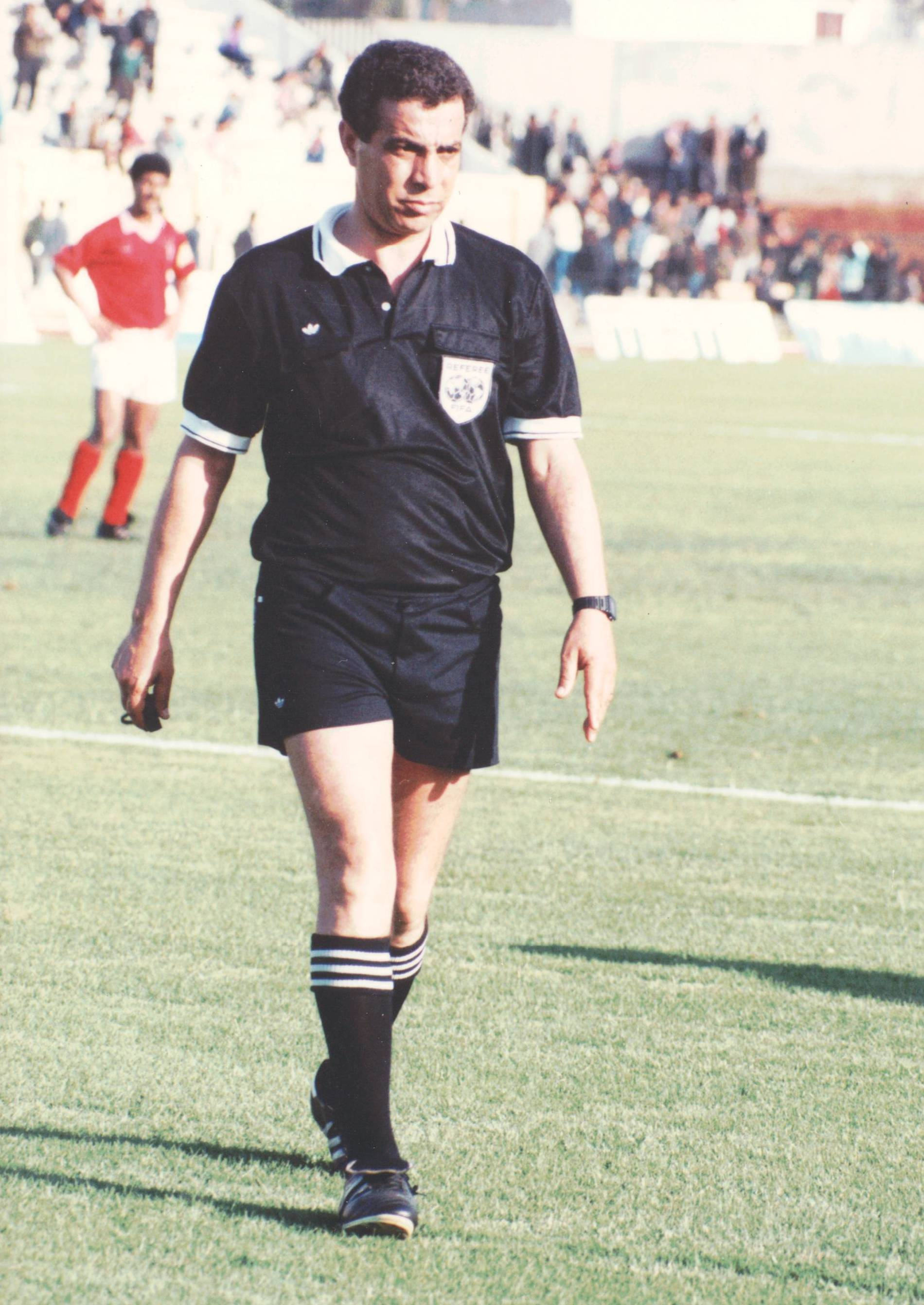

## Carrière
Il a officié dans des compétitions majeures :
- 2 Finales Coupe du Trône Maroc
- Finale Coupe arabe des Nations 1988 (Irak - Syrie) à Amman
- Finale de la Coupe d'Afrique des Vainqueurs de Coupe 1991 - Aller  le 17/11/1991 - à Lagos BCC Lions (Nigeria) - PowerPoint Dynamos (Zambie) 3/2
- Finale Coupe de la Confédération Africaine au Nigeria - Shotting Stars FC - Villa SC en décembre 1992
- Finale de la Coupe d'Afrique des Nations Assistant n* 1 -  (Algérie - Nigeria 1990)
- 2 Finales coupe d'Afrique des clubs en qualité d'arbitre assistant à Yaondé en 1978 et au Caire Al Ahly (Egy) / Hilal Soudan 18/12/1987
- Coupe d'Afrique des Nations (Arbitre) 1990 en Algérie et CAN 1992 au Sénégal
- Plusieurs matchs aux jeux méditerranéens de Casablanca et Lattaquié
- Plus de 155 matchs internationaux (FIFA, CAF, UAFA, etc.)

- détenteur de la distinction spéciale de la FIFA (5 novembre 1996) pour l'ensemble de sa carrière dans l'arbitrage mondial de 1976 à ce jour, il occupe divers postes de responsabilité sportive :
- Membre de la Commission des Arbitres de l'UAFA de 2002 à 2005
- Commissaire et Coordinateur Général des matches de la CAF et de la FIFA
- inspecteur d'arbitres pour matchs de l'UAFA et de la FIFA
- instructeur national et international d'arbitres.  
- membre de la commission des arbitres de la FRMF de 2001 à 2005
- Président de l'amicale nationale des arbitres de football du Maroc de 1994 à 2009 
- depuis 2013, vice-président de l'association marocaine des arbitres internationaux - membre du Conseil d'Administration de la Fondation Mohamed 6 des Champion Sportifs.  